# Benjamin Bourigeaud
Benjamin Bourigeaud (Calais, Alta Francia, Francia, 14 de enero de 1994) es un futbolista francés. Se desempeña en la posición de centrocampista y desde 2024 juega en el Al-Duhail S. C. de la Liga de fútbol de Catar. Ha sido internacional con la selección de fútbol sub-20 de Francia.

## Trayectoria

### Clubes
Bourigeaud nació en la ciudad de Calais y es hijo de un electricista y una ama de casa. A los seis años, se unió al Calais Beau Marais. De 2002 a 2005 permaneció en el E. S. C. Coulogne, hasta que abandonó el club para unirse a las divisiones juveniles del R. C. Lens. El 16 de abril de 2013, permaneció en el banco de suplentes en un partido ante el Girondins de Burdeos por los cuartos de final de la Copa de Francia, que su equipo perdió por 3:2.
El 1 de noviembre, tuvo una buena actuación en un partido frente al Chamois Niortais que terminó empatado a dos goles. Un mes después, firmó su primer contrato profesional con el R. C. Lens. En un encuentro ante el Toulouse F. C. por la undécima jornada de la Ligue 1, anotó su primer gol en primera división. En marzo de 2015, durante un partido frente al F. C. Mantes, sufrió una fractura del quinto metatarsiano, por lo que se perdió el resto de la temporada.
En marzo de 2017, fue transferido al Stade Rennais, club con el que firmó un contrato por cuatro años. El 11 de agosto, le anotó un gol de tiro libre al Olympique de Lyon, en un partido que acabó 2:1 a su favor.

### Selección nacional
Bourigeaud fue seleccionado para disputar el Torneo Esperanzas de Toulon de 2014, donde jugó dos partidos: un empate 1:1 ante la selección de China, en el que entró al minuto 61, y una victoria por 2:0 frente a México, que comenzó de titular y se fue reemplazado al minuto 74 por Adrien Rabiot. La selección francesa logró el subcampeonato en la competición.

## Estadísticas

### Tripletes
Actualizado al último disputado jugado el 22 de febrero de 2024.
| 1 | 22 de febrero de 2024 | Roazhon Park, Rennes | Rennes – Milan |  | 3 – 2 | Europa League 2023-24 |

### Clubes
Actualizado al último partido disputado el 14 de mayo de 2023.
| R. C. Lens Francia | 2013-14       | 16  | 0  | 2  | 6  | 1  | 1 | 0  | 0 | 0 | 22  | 1  | 3  |
| R. C. Lens Francia | 2014-15       | 20  | 2  | 1  | 2  | 0  | 0 | 0  | 0 | 0 | 22  | 2  | 1  |
| R. C. Lens Francia | 2015-16       | 30  | 4  | 0  | 2  | 1  | 0 | 0  | 0 | 0 | 32  | 5  | 0  |
| R. C. Lens Francia | 2016-17       | 35  | 3  | 6  | 3  | 2  | 0 | 0  | 0 | 0 | 38  | 5  | 6  |
| R. C. Lens Francia | Total club    | 101 | 9  | 9  | 13 | 4  | 1 | 0  | 0 | 0 | 114 | 13 | 10 |
| Stade Rennais Francia | 2017-18       | 37  | 10 | 6  | 4  | 2  | 1 | 0  | 0 | 0 | 41  | 12 | 7  |
| Stade Rennais Francia | 2018-19       | 34  | 6  | 5  | 8  | 2  | 4 | 10 | 1 | 1 | 52  | 9  | 10 |
| Stade Rennais Francia | 2019-20       | 25  | 2  | 3  | 6  | 1  | 1 | 5  | 0 | 0 | 36  | 3  | 4  |
| Stade Rennais Francia | 2020-21       | 37  | 6  | 5  | 1  | 0  | 0 | 5  | 0 | 1 | 43  | 6  | 6  |
| Stade Rennais Francia | 2021-22       | 38  | 11 | 13 | 1  | 0  | 0 | 9  | 1 | 3 | 48  | 12 | 16 |
| Stade Rennais Francia | 2022-23       | 34  | 5  | 8  | 2  | 1  | 0 | 7  | 0 | 3 | 43  | 6  | 11 |
| Stade Rennais Francia | Total club    | 205 | 40 | 40 | 22 | 6  | 6 | 36 | 2 | 8 | 263 | 48 | 54 |
| Total carrera | Total carrera | 305 | 48 | 49 | 35 | 10 | 7 | 36 | 2 | 8 | 377 | 61 | 64 |
| (1) Incluye datos de la Copa de la Liga de Francia y la Copa de Francia. (2) Incluye datos de la Liga Europa de la UEFA. |               |     |    |    |    |    |   |    |   |   |     |    |    |

## Palmarés

### Títulos nacionales
| Título                         | Club            | País    | Año  |
| ------------------------------ | --------------- | ------- | ---- |
| Copa de Francia                | Stade Rennais   | Francia | 2019 |
| Copa de las Estrellas de Catar | Al-Duhail S. C. | Catar   | 2025 |